# Jean Beadle
Jane (Jean) Beadle (1 de enero de 1868 - 22 de mayo de 1942) fue una feminista, trabajadora social y miembro del partido laborista australiana. 

## Biografía
Beadle, cuyo apellido de soltera era Miller nació el 1 de enero de 1868 en Clunes, Victoria hija de George Darlington Miller, minero, y su esposa Jane Spencer. Dejó la escuela aun siendo joven para ayudar a su padre viudo. Trabajó en las opresivas fábricas de ropa de Melbourne hasta su matrimonio con Henry Beadle (militante y moldeador de hierro) el 19 de mayo de 1888. Estuvo involucrada en acciones industriales, trabajando con mineros y sus familias en huelga y organizó un sindicato de trabajadoras de fábrica. Se unió a la Alianza de Sufragio de Mujeres y, desde 1898, fue prominente en la Cruzada Social y Política de las Mujeres. 
En 1901, los Beadles se mudaron a Australia Occidental; Jean fundó la organización de mujeres laboristas en Fremantle en 1905, y cuando se mudaron a los campos de oro en 1906, formó la Liga del Trabajo de Mujeres del Este de Goldfields. Después de regresar a Perth en 1911, desempeñó un papel activo en el ALP, fue delegada en la primera Conferencia de Mujeres Laboristas en Perth en octubre de 1912, y fue nombrada presidenta, cargo que ocupó durante 30 años. A través de su participación en el partido, fue candidata a la preselección del Senado en 1931. 
Estuvo asociada con el Tribunal de Niños de Perth desde 1915 y fue nombrada magistrada especial en 1919, y desde 1920 fue una de las primeras mujeres en ser magistrada jurada en Perth.
Falleció en su casa el 22 de mayo de 1942 y está enterrada en la sección metodista del cementerio Karrakatta en Perth.
Jeanette Place, en el suburbio de Gilmore en Canberra, fue nombrada en su honor, "Jeanette" era su seudónimo.